# Василопулос, Панайотис
Панайотис Василопулос (греч. Παναγιώτης Βασιλόπουλος; род. 8 февраля 1984, Афины) — греческий баскетболист и баскетбольный тренер. Чемпион Европы 2005 года и вице-чемпион мира 2006 года в составе сборной Греции, победитель Евролиги 2011/2012 в составе клуба «Олимпиакос».

## Спортивная карьера
Панайотис Василопулос, воспитанник молодёжной команды клуба ПАОК (Салоники), представлял Грецию на ряде международных юношеских турниров. С греческой командой он завоевал бронзовые медали чемпионата Европы среди юношей (до 18 лет) в 2002 году и чемпионата мира в этой же возрастной группе в 2003 году. В 2004 году он выступал за команду Греции на чемпионате Европы в возрасте до 20 лет, а в 2005 году — на чемпионате мира среди молодёжных команд, где греки заняли второе место, а сам Василопулос был вторым в сборной по набранным очкам (14,6) и подборам (4,9).
С 2001 года Василопулос играл за основной состав ПАОК, в том числе дойдя с командой до четвертьфинала Кубка Европы 2004/2005, где греки уступили будущим обладателям Кубка — «Летувос Ритас». В 2005 году его за 250 тысяч евро перекупил один из ведущих клубов Греции — пирейский «Олимпиакос», и в этот же год он дебютировал в составе взрослой сборной Греции на чемпионате Европы. Греки завоевали на турнире второе в истории страны чемпионское звание, и Василопулос, проведший на площадке три минуты в двух играх, в 21 год стал чемпионом Европы. На следующий год его участие в сборной было уже не столь символическим: проведя на площадке 29 минут в пяти играх, он принёс команде 8 очков в матче 1/8 финала против китайцев и вместе с ней стал вице-чемпионом мира. Василопулос продолжал выступать за национальную команду в 2007 и 2008 годах, сыграв за неё на ещё одном чемпионате Европы, а затем на Олимпийских играх.
С «Олимпиакосом» Василопулос оставался до 2013 года, представляя этот клуб в чемпионате Греции и Евролиге. С декабря 2008 года у него началась череда травм, первой из которых стал перелом пальца на левой руке. В начале 2009 года Василопулос получил травму спины, заставившую его пропустить остаток сезона, включая Финал четырёх Евролиги. На восстановление ушёл весь следующий сезон, а вскоре после возвращения в строй, успев провести на площадке в сезоне Евролиги 2010/2011 всего восемь минут, Василопулос травмировал на тренировке уже ногу.
Новая травма заставила Василопулоса пропустить полтора сезона и, по собственному признанию, он был близок к тому, чтобы объявить о завершении карьеры. Команда всячески поддерживала его, и на церемонии награждения Евролиги 2011/2012, которую «Олимпиакос» выиграл, Василопулос получал награды вместе с остальными игроками. Тем не менее в 2013 году клуб с ним расстался, и Василопулос, отклонив предложения ПАОК и «Жальгириса», присоединился к испанскому «Вальядолиду».
Пребывание в Испании тоже оказалось недолгим, и боли в спине снова заставили Василопулоса сделать длительный перерыв в карьере. Только весной 2014 года он вернулся на площадку в составе любительского греческого клуба «Эрмис» (Пирей), а с середины сезона 2014/2015 он выступал за команду высшего дивизиона греческого чемпионата «Неа Кифисья». По окончании сезона, в котором у Василопулоса снова были проблемы со спиной, он перешёл в другой клуб высшей греческой лиги — «Короивос». С этой командой он провёл год, после чего один сезон отыграл в «Колоссосе», набирая за игру в среднем 8,3 очка, 5,8 подборов и 1 перехват.
Сезон 2017/2018 Василопулос начал в «Арисе» (Салоники). В греческой лиге он сыграл за команду 12 матчей (в среднем 7,8 очка, 5,8 подбора и 1,8 результативных передачи за игру); в Лиге чемпионов ФИБА Василопулос набирал за матч по 8,9 очка и 5,5 подбора. В середине января состоялся его переход в афинский АЕК, выступавший в этих же турнирах и в конце сезона выигравший Лигу чемпионов и Кубок Греции. В межсезонье 2018 года Василопулос перешёл в клуб «Перистери». Провёл с этой командой три года, в том числе в качестве капитана, завершив игровую карьеру в августе 2021 года.
В конце 2021 года вернулся в «Перистери» как помощник главного тренера Милана Томича.

## Статистика выступлений

### Европейские кубковые турниры
| Кубок Европы 2004/2005                                                                  | ПАОК       | 14 | 19.8 | 5.3 | 45.2 | 33.3 | 70.6 | 4.6 | 0.8 | 3.4 | 0.2 | 0.7 | 0.9 |
| Евролига 2005/2006                                                                      | Олимпиакос | 21 | 20.2 | 7.2 | 46.0 | 51.9 | 73.1 | 4.8 | 1.0 | 3.0 | 0.6 | 0.6 | 1.5 |
| Евролига 2006/2007                                                                      | Олимпиакос | 22 | 16.2 | 5.4 | 38.0 | 37.1 | 78.1 | 3.3 | 1.0 | 3.2 | 0.6 | 0.6 | 1.5 |
| Евролига 2007/2008                                                                      | Олимпиакос | 18 | 19.7 | 6.8 | 47.0 | 34.0 | 52.0 | 2.7 | 0.7 | 3.3 | 0.4 | 0.8 | 1.2 |
| Евролига 2008/2009                                                                      | Олимпиакос | 15 | 18.9 | 4.5 | 40.9 | 43.3 | 61.1 | 2.6 | 0.7 | 2.5 | 1.1 | 0.5 | 1.0 |
| Евролига 2009/2010                                                                      | Олимпиакос | 17 | 12.9 | 2.9 | 61.1 | 35.0 | 75.0 | 1.8 | 0.8 | 2.2 | 0.3 | 0.4 | 1.0 |
| Евролига 2010/2011                                                                      | Олимпиакос | 2  | 5.8  | 0   | 0    | 0    | 0    | 0.5 | 0   | 0.5 | 0.5 | 0   | 0   |
| Лига чемпионов 2017/2018                                                                | Арис/АЕК   | 20 | 20.3 | 6.3 | 44.4 | 48.6 | 68.2 | 4.3 | 1.7 | 2.0 | 0.9 | 0.6 | 2.0 |
| Наведите курсор мыши на аббревиатуры в заголовке таблицы, чтобы прочесть их расшифровку |            |    |      |     |      |      |      |     |     |     |     |     |     |

### Сборная Греции
| ЧЕ 2005 | 2 | 1.5  | 0/0   | 0    | 0/0  | 0    | 0/0  | 0    | 0/0 | 0    | 0   | 0   | 0   | 0   | 0   | 0   | 0   | 0.2 | 0  | 0   |
| ЧМ 2006 | 5 | 5.8  | 3/6   | 50.0 | 1/3  | 33.3 | 2/3  | 66.7 | 0/0 | 0    | 0   | 0.8 | 0.8 | 0.4 | 0.2 | 0   | 0   | 0.8 | 8  | 1.6 |
| ЧЕ 2007 | 9 | 9.2  | 9/21  | 42.9 | 2/10 | 20.0 | 7/11 | 63.6 | 6/8 | 75.0 | 0.2 | 1.1 | 1.3 | 0.1 | 0.4 | 0.4 | 0.4 | 1.4 | 31 | 3.4 |
| ОИ 2008 | 6 | 18.5 | 15/35 | 42.9 | 7/20 | 35.0 | 8/15 | 53.3 | 4/6 | 66.7 | 0.8 | 2.0 | 2.8 | 0.8 | 0.7 | 1.0 | 0.2 | 2.3 | 42 | 7.0 |
| Наведите курсор мыши на аббревиатуры в заголовке таблицы, чтобы прочесть их расшифровку. Данные на 30 декабря 2010. |   |      |       |      |      |      |      |      |     |      |     |     |     |     |     |     |     |     |    |     |

### Титулы
- Чемпион Европы (2005)
- Вице-чемпион мира (2006)
- Победитель Евролиги (2012)
- Победитель Лиги чемпионов ФИБА (2018)
- Чемпион Греции (2012)
- Трёхкратный обладатель Кубка Греции (2010, 2011[11], 2018[13])